# Msg life
Die msg life ag ist ein Softwarehersteller und Beratungsunternehmen mit Sitz in Leinfelden-Echterdingen, Baden-Württemberg. msg life ist nach eigenen Angaben mit über 50 Prozent Marktanteil der im deutschsprachigen Raum führende Anbieter von Standardsoftware für Lebensversicherer und Altersvorsorgeeinrichtungen (beispielsweise Rentenversicherer). Außerdem wird insbesondere Software für Krankenversicherer in den Vereinigten Staaten angeboten.
Das Unternehmen entstand 2009 unter dem Namen COR&FJA AG aus der Fusion der COR AG und der FJA AG. Beide Vorgängerunternehmen waren zuvor mehrfach umfirmiert worden. Die Umbenennung in msg life ag erfolgte 2014.
Im Rahmen des gemeinsamen Lösungsangebotes msg.Insurance Suite (SaaS) arbeitet msg life eng mit dem Schwesterunternehmen msg nexinsure ag zusammen.

## Unternehmensstruktur

### Geschäftsfelder
Das Unternehmen hat sich auf den Markt für Standardsoftware sowie fachliche und technische Beratung für Lebensversicherer und Altersvorsorgeeinrichtungen in Europa sowie insbesondere Krankenversicherungen in den USA spezialisiert.

### Produkte

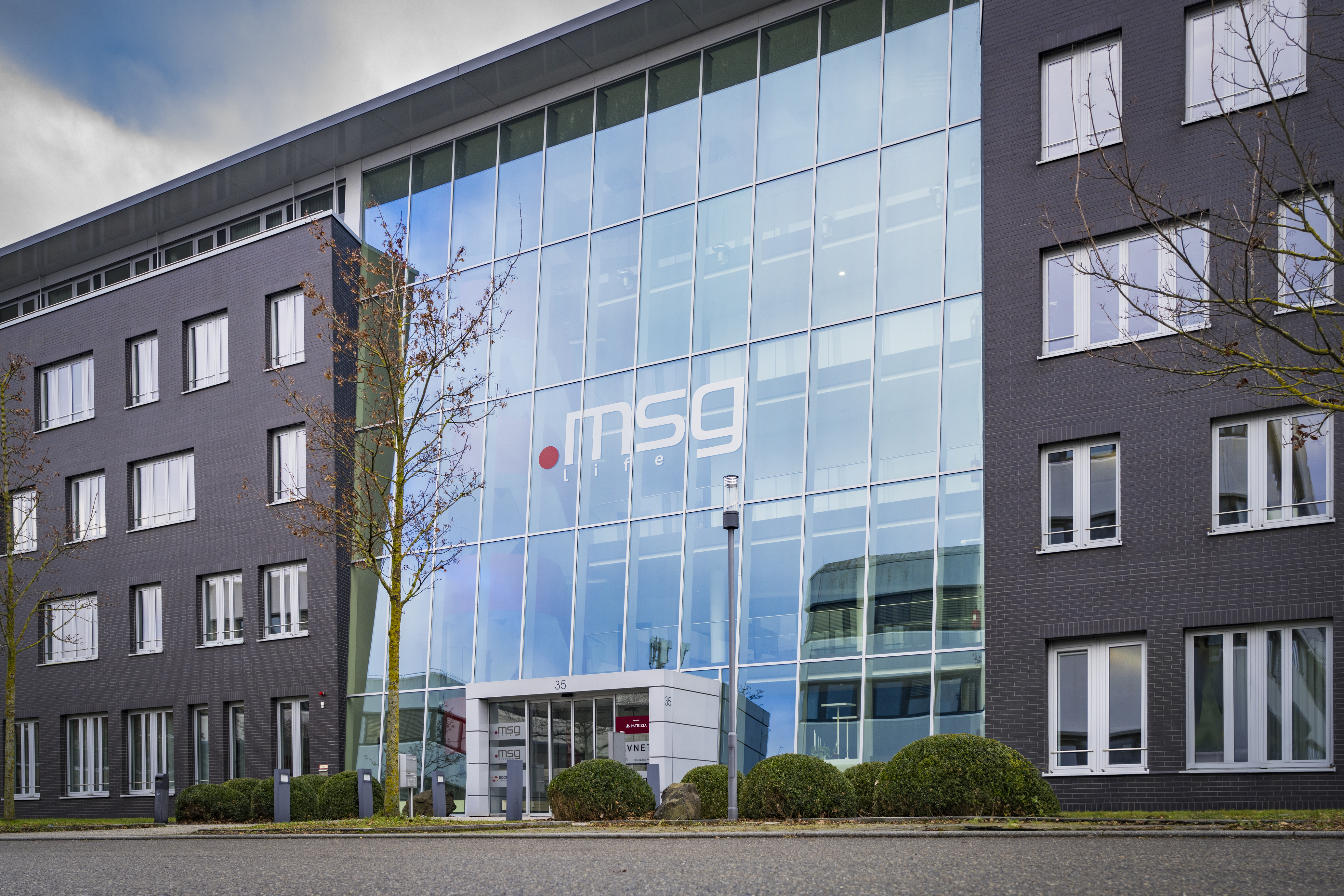
Hauptsitz der msg life in Leinfelden-Echterdingen

Zur Produktpalette der msg life zählen im Wesentlichen:
- msg.Insurance Suite: Komplettsystem zur digitalen Abbildung des Versicherungsbetriebs
- msg.Life Factory: Bestandsführungssystem für Lebensversicherungen
- msg.Life Group: Bestandsführungssystem für das Kollektivgeschäft
- msg.RAN: Rentenabrechnungs- und Nachweissystem
- msg.Pension Data: Automatisierte Bereitstellung von Bestandsdaten für die Digitale Rentenübersicht der ZfDR
- msg.Tax Data: Automatisiertes Meldesystem für die Lebensversicherung sowie für die Kranken-/ Pflegeversicherung
- msg.Zulagenverwaltung: System zur Verwaltung der Zulagen von Riester-geförderten Verträgen
- msg.Ilis: Revisionssichere Verwaltung der Daten für Projektionsrechnungen
- msg.Sales: Webbasierte Omnichannel-Plattform zur volldigitalen Angebots- und Auftragsbearbeitung
- msg.Office: Postkorb mit Geschäftsvorfallsteuerung und Dokumentenbearbeitung
- msg.Automated First: Lösung zur Automatisierung von Geschäftsprozessen
- msg.Billing: Komponente zur GoBDkonformen Zahlungsverkehrsabwicklung
- msg.Business Partner: Softwarelösung zur Verwaltung von Geschäftsdaten & Partnersystem
- msg.Commission: Provisionsverwaltung
- msg.Data Services: Lösung für die Datenbereitstellung für Analyse- und Controlling-Aufgaben sowie für das gesetzliche Reporting
- msg.GDPR: Produkt zur Unterstützung von Datenschutzvorgaben in komplexen Anwendungslandschaften
- msg.PMQ: Modellierungs- und Berechnungswerkzeug für Versicherungs- und Finanzprodukte
- msg.Pension: Serviceportal für Zeitwertkonten und die betriebliche Vorsorge
- msg.ZVK Factory: Bestandsführungssystem für Zusatzversorgungskassen
- msg.Marsy-Pension: Bestandsführungssystem für die Versorgungszusagen der bAV
- msg.Migration Analyze: Data-Analytics-Tool für die Analyse von Altsystemdaten in Migrationsprojekten
- msg.Migration System: Daten von beliebigen Quellsystemen in beliebige Zielsysteme migrieren
- msg.Migration Archive: Archivierung historischer Vertrags- und Randsystemdaten

### Tochtergesellschaften und Beteiligungen
Es gibt folgende Tochtergesellschaften und Beteiligungen:
- msg life central europe gmbh (D)
- msg life global gmbh (D)
- msg life Switzerland AG (CH)
- msg life Austria Ges.m.b.H (A)
- msg life Slovakia s.r.o. (SK)
- msg life Benelux B.V. (NL)
- FJA-US, Inc. (USA)
- msg life Iberia, Unipessoal Lda (PT)

## Geschichte

### COR AG
1990 gründete Peter Gessner, Professor am Lehrstuhl für Unternehmensplanung an der Universität Ulm und zuvor ein Vorstand im Allianz-Konzern, die Peter Gessner & Partner GmbH als Gesellschaft zur strategischen Beratung von Versicherungsunternehmen.
1994 wurde die Software COR-Life bei ersten deutschen Versicherungskonzernen eingesetzt. Bis 1996 entwickelt der neue Geschäftsbereich Business Process Management (BPM) mit COR-Office eine Standardsoftware zur Geschäftsvorfallsteuerung.
1998 erfolgte die Umfirmierung des Unternehmens in COR AG Insurance Technologies sowie die Eingliederung der Beratungsgesellschaft sydass als COR sydass GmbH, die sich auf aktuarielle Beratung sowie die Entwicklung standardisierter Testprozesse spezialisiert hatte.
Im gleichen Jahr ging die COR AG Insurance Technologies im Neuen Markt an die Börse. 1999 erfolgte die Produktionsaufnahme des Bereichs Outsourcing.
Im Jahr 2000 wurde die Schweizer Unternehmensgruppe Infexpert als COR Infexpert AG übernommen, die sich auf Beratung und Umsetzung der automatisierten Antragsbearbeitung und Risikoprüfung spezialisiert hatte. Durch die Gründung einer Tochtergesellschaft in Bratislava, Slowakei, wurde die Expansion in den osteuropäischen Markt weiter vorangetrieben.
2001 wurden die Verwaltung von Riester-Verträgen sowie Verträgen zur betrieblichen Altersversorgung als neue Geschäftsfelder erschlossen. COR war Dienstleister für 90 Kunden.
Von 2002 bis 2003 übernimmt COR die PIT GmbH sowie den Böblinger IT-Spezialisten Krieg & Moroff GmbH.
2004 erfolgte mit der Gründung des Tochterunternehmens COR Pension Management GmbH der Einstieg in das Geschäftsfeld Zeitkonten und Arbeitszeitmodelle.
2006 begann eine strategische Kooperation mit der msg systems, München, mit wechselseitiger Kapitalverflechtung. In dem Zusammenhang erwarb man 51 % der msg application service providing GmbH, Köln, und 10 % der innovas Anwendungssysteme GmbH, Hamburg.
Ab 2007 bot die COR AG neben der jahrelangen Beratung für Versicherungsunternehmen nun auch ein Bank-Consulting an. Gessner, der Gründer und bis dato Großaktionär der COR AG, verkaufte seine Aktienanteile an die msg systems, die damit 44,14 % der Anteile der COR AG hielt. Die COR AG übernahm die künftige Pflege und Weiterentwicklung der Pfandbriefbanken-Software PARIS, die von der IT-Tochter der Hypo Real Estate entwickelt wurde und bei diversen Banken zum Einsatz kommt. Damit wird das bisherige Geschäftsfeld Leben um den Bereich Banking erweitert.
Zum 1. Juli 2008 übernahm COR 100 % der Anteile an der Alldata Systems GmbH von der T-Systems Enterprise Services GmbH. Im Nachgang wollte das Bankhaus Sal. Oppenheim jr. & Cie. S.C.A. 25,1 % der Anteile an der Alldata von der COR übernehmen. Die Alldata Systems GmbH wurde umfirmiert in COR Alldata Systems GmbH. Außerdem stockte COR die bisherigen 51 % der Anteile an der msg application service providing GmbH in Köln auf 100 % auf. Diese sollte zukünftig unter dem Namen COR application service providing GmbH tätig sein. Durch diese beiden Übernahmen erhöhte sich die Mitarbeiterzahl der COR auf 500 Mitarbeiter.
Nachdem die Hauptversammlung am 15. August 2008 einer Änderung der Satzung mit großer Mehrheit zustimmte, firmierte die Gesellschaft ab dem 10. September 2008 als COR AG Financial Technologies. Damit sollte zum Ausdruck gebracht werden, dass die COR AG mittlerweile Software für die gesamte Finanzdienstleistungsbranche anbot. So umfassten die vertriebenen Produkte neben COR-Life als Hauptprodukt aus dem Lebensversicherungsbereich auch die Produkte COR P&C als Hauptlösung für Sachversicherungen (seit 2008 in Entwicklung) sowie die COR Banking Suite als Hauptprodukt für Pfandbrief- (PARIS von HRE) und Autobanken (MBS von Alldata Systems). Am 30. März 2009 hat COR den Erwerb von 51 % der Anteile an der Uniserv Outsourcing B.V. in den Niederlanden bekanntgegeben.

### FJA AG
Im Jahr 1980 wurde die Prof. Dr. Feilmeier, Junker & Co., Institut für Wirtschafts- und Versicherungsmathematik GmbH von Manfred Feilmeier und Michael Junker gegründet. 1987 gelang mit VWS Leben (später FJA Life Factory) die erste Markteinführung einer Standardsoftware.
Mit der Übernahme der Finansys in New York gelang 1998 der Markteinstieg in den USA. Im Jahr 2000 ging die FJA AG im Neuen Markt an die Börse.
Durch die Mehrheitsbeteiligung an der OdaTeam d.o.o. mit Sitz in Maribor, Slowenien, wurde die Expansion in den osteuropäischen Markt weiter vorangetrieben. Von 2003 bis 2008 hieß die Firma FJH AG; Grund für die Umbenennungen war der Kauf bzw. Verkauf der Heubeck AG. 2006 wurde die PYLON AG, Hamburg, übernommen.
Im Jahr 2004 verzeichnete das Unternehmen einen Verlust von 122,5 Millionen Euro. Infolgedessen mussten über die Hälfte der in der Spitze über 1.000 Mitarbeiter das Unternehmen verlassen, welches sich am Rande der Insolvenz befand. Die Niederlassung in Berlin wurde geschlossen.

### COR&FJA AG
Am 19. Oktober 2009 wurde mit Eintragung der Verschmelzung der COR AG Financial Technologies auf die FJA AG in das Handelsregister der FJA AG in München die am 11. März 2009 angekündigte Verschmelzung der beiden Unternehmen vollzogen. Gleichzeitig wurde die Umfirmierung der FJA AG in COR&FJA AG in das Handelsregister eingetragen. Mit der Eintragung ist die COR AG Financial Technologies erloschen und mit allen Rechten und Pflichten auf die FJA AG übergegangen. Die bisherigen Aktionäre der COR AG als übertragende Gesellschaft sind Aktionäre der FJA AG geworden. Am 26. November 2009 wurde die Sitzverlegung der COR&FJA AG von München nach Leinfelden-Echterdingen durch Eintragung ins Handelsregister vollzogen.
Die Gruppe hatte im Juni 2010 21,78 % an der B+S Banksysteme Aktiengesellschaft, München, übernommen.
Am 28. Februar 2011 hatte COR&FJA bekanntgegeben, dass sich das Unternehmen mit 29,9 % am Beratungsunternehmen plenum AG, Wiesbaden, beteiligt.
Am 21. Juni 2011 teilte COR&FJA mit, dass man insgesamt 74,3 Prozent der Anteile an der Metris GmbH, St. Georgen, übernommen habe.
Am 30. Juli 2013 verfügte COR&FJA die Einstellung der kürzlich entwickelten Standardsoftware für Sachversicherungen. Zu Beginn des Jahres verließ der Vorstandsvorsitzende der COR&FJA AG (sowie der vormaligen COR AG) Ulrich Wörner das Unternehmen. Sein Nachfolger wurde Christian Hofer.
Am 14. November 2013 unterzeichnete das Unternehmen mit der französischen Sopra Banking Software S.A. einen Kaufvertrag über die Veräußerung sämtlicher Geschäftsanteile an der hierfür gegründeten COR&FJA Banking Solutions GmbH, einer Tochtergesellschaft der COR&FJA AG. Der Verkauf wurde zum 18. Februar 2014 abgeschlossen und zwar rückwirkend zum 1. Januar 2014. Der Kaufpreis betrug 13 Mio. Euro. Mit dem Verkauf endet das Engagement der COR&FJA AG im Segment Banking und konzentriert sich wieder auf eine Standardsoftware für Lebensversicherer. Durch den Verkauf an die Sopra Banking Software S.A. wechselten neben rund 150 Mitarbeitern auch der Vorstand Volker Weimer das Unternehmen.
Am 12. März 2014 wurde ein Kaufvertrag zur Veräußerung der 41,33 % Beteiligung an der plenum AG an Privatinvestoren unterzeichnet.

### msg life ag
Am 15. Oktober 2014 wurde die COR&FJA AG in „msg life ag“ umbenannt. Diese Umfirmierung wurde bereits im Juni 2014 auf der Hauptversammlung der Gesellschaft beschlossen und ist mit der Eintragung der Satzungsänderung in das zuständige Handelsregister abgeschlossen.

## Aktie und Anteilseigner
Die Erstnotierung erfolgte als COR AG am 27. Juli 1998 und als FJA AG am 21. Februar 2000 im Frankfurter Neuen Markt. Ab Januar 2003 war die FJA-Aktie und ab Juli 2007 die COR-Aktie im Prime Standard notiert – bis zum Delisting aus dem Regulierten Markt im März 2017 als Folge eines Übernahmeangebots des Mehrheitsaktionärs und dem anschließenden Verkauf der selbst gehaltenen eigenen Aktien.
Die Aktien der msg life sind seither nur noch im Freiverkehr an der Hamburger Börse notiert.
Der größte Einzelaktionär ist die msg systems AG mit 77,29 % der Anteile.